# کرومبورا
کرومبورا (به انگلیسی: Korumburra) یک شهرک در استرالیا است که در ویکتوریا (استرالیا) واقع شده‌است.